# Клещево (Лещинський повіт)
Клещево (пол. Kleszczewo, нім. Kletschau) — село в Польщі, у гміні Осечна Лещинського повіту Великопольського воєводства.
Населення — 86 осіб (2011).
У 1975-1998 роках село належало до Лешненського воєводства.

## Демографія
Демографічна структура станом на 31 березня 2011 року:
|          | Загалом | Допрацездатний вік | Працездатний вік | Постпрацездатний вік |
| -------- | ------- | ------------------ | ---------------- | -------------------- |
| Чоловіки | 47      | 13                 | 32               | 2                    |
| Жінки    | 39      | 6                  | 25               | 8                    |
| Разом    | 86      | 19                 | 57               | 10                   |